# Samuel Haus
Mihai Samuel Haus, född 1 april 1990 i Iași i Rumänien, är en svensk skådespelare.
Haus är född av rumänska föräldrar. Han blev adopterad av ett svenskt par vid fem månaders ålder tillsammans med hans biologiska syster.
Haus tilldelades TV4:s Nyhetsmorgons filmpris Guldsolen år 2000 (för 1999 års bästa prestation)  för sin medverkan i Tsatsiki, morsan och polisen. Han var medlem i gruppen Slam tillsammans med bland andra Linn Bülow, som blev nominerade 2001 till en Grammis i kategorin årets barn.
Han studerade vid Skara Skolscen mellan 2012 och 2014.

## Filmografi (urval)
- 1999 – Tsatsiki, morsan och polisen
- 1999 – Stuart Little (röst som George)
- 2001 – Tsatsiki – vänner för alltid
- 2002 – De magiska skorna (röst som Murph)
- 2003 – Stuart Little 2 (röst som George)
- 2009 – I taket lyser stjärnorna
- 2009 – Hannah Montana: The Movie (röst som Travis Brody)
- 2009 – Apan
- 2012 – Ingen så fin som du
- 2013 – Orion
- 2019 – Kungen av Atlantis